# Pleiadi (torpediniera)
La Pleiadi è stata una torpediniera della Regia Marina.

## Storia
All'ingresso dell'Italia nella seconda guerra mondiale la Pleiadi faceva parte della XIV Squadriglia Torpediniere di base a Messina, che formava insieme alle gemelle Partenope, Pallade e Polluce. Comandava l'unità il tenente di vascello Carlo Borello.
Il 16 giugno 1940 la Pleiadi ricevette la bandiera di combattimento a Crotone, offerta dalla locale Lega Navale (nel corso delle sue missioni la nave fu a Crotone anche il 13 settembre ed il 5, 14 e 20 ottobre dello stesso anno).
Nel primo periodo del conflitto la nave fu impiegata prevalentemente in compiti di scorta convogli e vigilanza antisommergibile nel Tirreno meridionale e nello Ionio. Successivamente operò in missioni di scorta anche verso l'Africa settentrionale.
Il 6 agosto la torpediniera, insieme alle gemelle Aldebaran, Cigno e Cassiopea, scortò gli incrociatori Alberico da Barbiano ed Alberto di Giussano ed i cacciatorpediniere Pigafetta e Zeno impegnati nella posa di sbarramenti di mine nelle acque di Pantelleria.
Tra il 31 agosto ed il 1º settembre 1940 la Pleiadi e la Partenope scortarono lungo la rotta di rientro a Taranto la corazzata Giulio Cesare, colta da avarie alle macchine durante un'uscita in mare.
Il 14 aprile 1941 lasciò Napoli per scortare a Tripoli, insieme ai cacciatorpediniere Grecale, Geniere, Aviere e Camicia Nera, i piroscafi Alicante, Santa Fe, Maritza e Procida; dopo una sosta a Palermo durata dal 17 alle otto di mattina del 18 aprile per evitare l'attacco da parte di navi inglesi, il convoglio proseguì per il porto libico ove giunse il 20.
Alle 20.30 del 12 maggio la Pleiadi, di scorta al piroscafo Bosforo, diede la caccia con bombe di profondità ad un sommergibile al largo di Tripoli: in quest'azione potrebbe essere stato affondato il sommergibile britannico Undaunted, che potrebbe tuttavia (più probabilmente) anche essere saltato su mine od essere stato affondato dalla torpediniera Pegaso.
Dal 15 al 19 maggio la torpediniera scortò da Tripoli a Bengasi il piroscafo Silvio Scaroni, che durante la navigazione venne anche infruttuosamente attaccato dal sommergibile HMS Unbeaten nel punto 32°46' N e 14°06' E (al largo di Tagiura).

La Pleiadi in fiamme, il 31 maggio 1941, viene rimorchiata nell'avamporto di Tripoli

Il 31 maggio 1941 la Pleiadi era all'ormeggio nel porto di Tripoli (dov'era arrivata da poco) quando, verso mezzogiorno, un idrovolante da ricognizione italiano CANT Z.501, guastatosi (altre fonti parlano invece di un'errata manovra), si schiantò sul ponte di poppa della nave ed esplose: a bordo della torpediniera si sviluppò un furioso incendio, che risultò presto indomabile; per evitare ulteriori danni ad altre navi (qualora gli incendi avessero raggiunto i depositi munizioni provocandone l'esplosione) la Pleiadi venne rimorchiata fuori del porto, dove si cercò di portarla ad incagliare, ma alcune ore più tardi affondò lasciando affiorare le sovrastrutture centrali e prodiere. Le sovrastrutture andarono pressoché distrutte, mentre lo scafo ebbe seri danni a causa dell'incendio. Ci furono 21 feriti e 18 morti (dal diario del marinaio Salvatore Ferrara, sopravvissuto all'affondamento).
Il 13 ottobre 1941, durante la fase iniziale dei lavori di recupero, la Pleiadi venne attaccata da aerei britannici e colpita da una bomba. Ulteriormente danneggiata immediatamente dopo anche da una mareggiata, la torpediniera venne considerata perduta ed abbandonata dopo l'asportazione dei materiali rimovibili e riutilizzabili.

Comandanti

Tenente di vascello Carlo Borello (nato a Napoli il 12 luglio 1908) (10 giugno 1940 - 13 ottobre 1941)